# 1. Fußball-Club Saarbrücken 2021-2022
Questa voce raccoglie le informazioni riguardanti il 1. Fußball-Club Saarbrücken nelle competizioni ufficiali della stagione 2021-2022.

## Stagione
Nella stagione 2021-2022 il Saarbrücken, allenato da Uwe Koschinat, concluse il campionato di 3. Liga al 7º posto.

## Rosa
| N. |                        | Ruolo | Calciatore             |
| -- | ---------------------- | ----- | ---------------------- |
| 1  | Germania (bandiera)    | P     | Daniel Batz            |
| 4  | Germania (bandiera)    | D     | Pius Krätschmer        |
| 5  | Germania (bandiera)    | D     | Steven Zellner         |
| 7  | Stati Uniti (bandiera) | A     | Jalen Hawkins          |
| 8  | Germania (bandiera)    | C     | Manuel Zeitz           |
| 10 | Germania (bandiera)    | A     | Robin Scheu            |
| 14 | Mozambico (bandiera)   | D     | Boné Uaferro           |
| 16 | Germania (bandiera)    | D     | Bjarne Thoelke         |
| 17 | Germania (bandiera)    | D     | Dominik Becker         |
| 19 | Germania (bandiera)    | A     | Justin Steinkötter     |
| 20 | Germania (bandiera)    | A     | Julian Günther-Schmidt |
| 21 | Germania (bandiera)    | D     | Alexander Groiß        |
| 22 | Germania (bandiera)    | D     | Dominik Ernst          |

| N. |                     | Ruolo | Calciatore           |
| -- | ------------------- | ----- | -------------------- |
| 23 | Germania (bandiera) | C     | Mario Müller         |
| 24 | Germania (bandiera) | A     | Sebastian Jacob      |
| 25 | Germania (bandiera) | A     | Tobias Jänicke       |
| 26 | Germania (bandiera) | C     | Dave Gnaase          |
| 28 | Germania (bandiera) | C     | Minos Gouras         |
| 29 | Germania (bandiera) | D     | Lukas Boeder         |
| 30 | Germania (bandiera) | P     | Jonas Hupe           |
| 32 | Germania (bandiera) | A     | Marius Köhl          |
| 33 | Germania (bandiera) | C     | Luca Kerber          |
| 34 | Germania (bandiera) | D     | Frederik Recktenwald |
| 36 | Germania (bandiera) | P     | Marcel Johnen        |
| 39 | Germania (bandiera) | A     | Adriano Grimaldi     |
| 40 | Germania (bandiera) | P     | Louis Dupré          |

## Organigramma societario
Area tecnica
- Allenatore: Uwe Koschinat
- Allenatore in seconda: Bernd Heemsoth
- Preparatore dei portieri: Heinz Böhmann, Michael Weirich
- Preparatori atletici: Christoph Fuhr, Christoph Fuhr

## Calciomercato

### Sessione estiva
| Acquisti | Acquisti           | Acquisti               | Acquisti |
| R.       | Nome               | da                     | Modalità |
| -------- | ------------------ | ---------------------- | -------- |
| D        | Pius Krätschmer    | Norimberga             |          |
| C        | Dennis Erdmann     | Monaco 1860            |          |
| D        | Bruno Soares       | WSG Swarovski Tirol    |          |
| D        | Dominik Ernst      | Magdeburgo             |          |
| D        | Nick Galle         | Alemannia Aquisgrana   |          |
| C        | Dave Gnaase        | Uerdingen 05           |          |
| A        | Adriano Grimaldi   | Uerdingen 05           |          |
| D        | Alexander Groiß    | Karlsruhe              |          |
| P        | Jonas Hupe         | Bonner                 |          |
| P        | Marcel Johnen      | Bayer Leverkusen       |          |
| A        | Marius Köhl        | Rot-Weiß Coblenza      |          |
| C        | Tim Korzuschek     | Gießen                 |          |
| A        | Robin Scheu        | Sandhausen             |          |
| A        | Justin Steinkötter | Borussia M'gladbach II |          |

| Cessioni | Cessioni           | Cessioni           | Cessioni |
| R.       | Nome               | a                  | Modalità |
| -------- | ------------------ | ------------------ | -------- |
| C        | Kianz Froese       | Havelse            |          |
| A        | Timm Golley        | Hamborn 07         |          |
| P        | Jannick Theißen    | Babelsberg         |          |
| D        | Anthony Barylla    | Erzgebirge Aue     |          |
| D        | Jayson Breitenbach | Kickers Offenbach  |          |
| P        | Ramon Castellucci  | Kickers Stoccarda  |          |
| C        | Markus Mendler     | Homburg            |          |
| C        | Fanol Përdedaj     | Kickers Würzburg   |          |
| C        | Lukas Schleimer    | Norimberga II      |          |
| C        | Nicklas Shipnoski  | Fortuna Düsseldorf |          |
| D        | Marin Šverko       | Groningen          |          |

### Sessione invernale
| Acquisti | Acquisti       | Acquisti      | Acquisti |
| R.       | Nome           | da            | Modalità |
| -------- | -------------- | ------------- | -------- |
| A        | Jalen Hawkins  | Ingolstadt 04 |          |
| D        | Dominik Becker | Werder Brema  |          |

| Cessioni | Cessioni        | Cessioni                     | Cessioni |
| R.       | Nome            | a                            | Modalità |
| -------- | --------------- | ---------------------------- | -------- |
| C        | Sebastian Bösel | Hallescher                   |          |
| A        | Maurice Deville | Sandhausen                   |          |
| D        | Nick Galle      | Wuppertal                    |          |
| C        | Rasim Bulić     | Magonza II                   |          |
| C        | Dennis Erdmann  | Colorado Springs Switchbacks |          |
| C        | Tim Korzuschek  | Alemannia Aquisgrana         |          |

## Risultati

### 3. Liga

#### Girone di andata
| Arbitro: | Sather |

|  |           |            |
|  | Marcatori | 19’ Gouras |

| Arbitro: | Erbst |

|                     |           |                                |
| Günther-Schmidt 13’ | Marcatori | 6’ (aut.) Erdmann 43’ Simakala |

| Arbitro: | Exner |

|                                |           |  |
| Günther-Schmidt 27’ Gouras 35’ | Marcatori |  |

| Dortmund 21 agosto 2021, ore 14:00 CEST 4ª giornata | Borussia Dortmund II | 0 – 0 referto | Saarbrücken | Stadio Rote Erde (1 079 spett.)\| Arbitro: \| Thomsen \| |
| Arbitro:                                            | Thomsen              |               |             |                                                          |

| Arbitro: | Kampka |

|                               |           |         |
| Grimaldi 65’ Scheu 69’ (rig.) | Marcatori | 8’ Atik |

| Arbitro: | Schwengers |

|          |           |            |
| Sané 23’ | Marcatori | 90’ Gouras |

| Arbitro: | Waschitzki-Günther |

|                                          |           |                                                    |
| Jänicke 56’ Grimaldi 68’ Steinkötter 84’ | Marcatori | 5’ Gürleyen 10’ Thiel 26’ Goppel 44’ Taffertshofer |

| Colonia 11 settembre 2021, ore 14:00 CEST 8ª giornata | Viktoria Colonia | 0 – 0 referto | Saarbrücken | Sportpark Höhenberg (2 705 spett.)\| Arbitro: \| Burda \| |
| Arbitro:                                              | Burda            |               |             |                                                           |

| Arbitro: | Exner |

|                                     |           |           |
| Krätschmer 26’ Jacob 32’ Gouras 52’ | Marcatori | 14’ Knöll |

| Arbitro: | Oldhafer |

|                                |           |                        |
| Tankulić 29’ (rig.) Evseev 85’ | Marcatori | 8’ Grimaldi 14’ Gouras |

| Arbitro: | Schlager |

|                         |           |                                      |
| Grimaldi 36’ Kerber 60’ | Marcatori | 57’ Lauberbach 85’ (aut.) Krätschmer |

| Arbitro: | Heft |

|                       |           |                                    |
| Eberwein 43’ Boyd 45’ | Marcatori | 25’ (rig.), 88’ Grimaldi 49’ Jacob |

| Arbitro: | Kessel |

|                            |           |              |
| Günther-Schmidt 81’ (rig.) | Marcatori | 58’ Biankadi |

| Arbitro: | Lechner |

|             |           |  |
| Boyamba 62’ | Marcatori |  |

| Arbitro: | Badstübner |

|  |           |                        |
|  | Marcatori | 32’ Tomiak 68’ Redondo |

| Arbitro: | Schröder |

|                          |           |                                                          |
| Putaro 60’ Berlinski 65’ | Marcatori | 15’, 73’ Grimaldi 71’ Deville 90’ (rig.) Günther-Schmidt |

| Arbitro: | Benen |

|                         |           |  |
| Jänicke 79’ Deville 85’ | Marcatori |  |

| Arbitro: | Heft |

|             |           |                                     |
| Nkansah 66’ | Marcatori | 3’ Günther-Schmidt 90’ (rig.) Jacob |

| Arbitro: | Speckner |

|           |           |  |
| Zeitz 44’ | Marcatori |  |

#### Girone di ritorno
| Arbitro: | Eckermann |

|                                 |           |                      |
| Jänicke 34’ Günther-Schmidt 78’ | Marcatori | 61’, 68’ Lakenmacher |

| Arbitro: | Stegemann |

|                               |           |                 |
| Bertram 17’ Müller 84’ (aut.) | Marcatori | 87’ Steinkötter |

| Arbitro: | Speckner |

|                               |           |                                       |
| Bouhaddouz 74’, 80’ Ademi 88’ | Marcatori | 12’ Jacob 64’ Scheu 68’, 78’ Grimaldi |

| Arbitro: | Ballweg |

|                         |           |  |
| Grimaldi 51’ Gouras 79’ | Marcatori |  |

| Arbitro: | Haslberger |

|                     |           |                     |
| Atik 12’ Conteh 47’ | Marcatori | 33’ Günther-Schmidt |

| Arbitro: | Kessel |

|                     |           |           |
| Zeitz 68’ Jacob 81’ | Marcatori | 2’ Becker |

| Arbitro: | Bacher |

|             |           |  |
| Nilsson 48’ | Marcatori |  |

| Arbitro: | Hildenbrand |

|  |           |                 |
|  | Marcatori | 7’ (aut.) Ernst |

| Arbitro: | Exner |

|              |           |                                                                |
| Karweina 12’ | Marcatori | 21’, 55’ Jacob 24’ Hawkins 53’ Günther-Schmidt 74’ Steinkötter |

| Arbitro: | Hempel |

|           |           |  |
| Ernst 48’ | Marcatori |  |

| Arbitro: | Thomsen |

|  |           |                           |
|  | Marcatori | 37’ Zeitz 89’ Steinkötter |

| Arbitro: | Hanslbauer |

|                                |           |          |
| Boeder 22’ Günther-Schmidt 26’ | Marcatori | 64’ Huth |

| Arbitro: | Jablonski |

|            |           |           |
| Tallig 74’ | Marcatori | 90’ Jacob |

| Saarbrücken 9 aprile 2022, ore 14:30 CEST 33ª giornata | Saarbrücken | 0 – 0 referto | Waldhof Mannheim | Ludwigsparkstadion (15 000 spett.)\| Arbitro: \| Dingert \| |
| Arbitro:                                               | Dingert     |               |                  |                                                             |

| Arbitro: | Brand |

|                                  |           |             |
| Hanslik 17’ Boyd 56’ Redondo 65’ | Marcatori | 48’ Jänicke |

| Arbitro: | Haslberger |

|                     |           |                           |
| Günther-Schmidt 23’ | Marcatori | 32’ Berlinski 83’ Rabihic |

| Arbitro: | Bokop |

|                  |           |             |
| Küc 34’ Hovi 90’ | Marcatori | 24’ Jänicke |

| Arbitro: | Sather |

|            |           |           |
| Boeder 21’ | Marcatori | 79’ Gómez |

| Arbitro: | Glaser |

|                 |           |           |
| Flum 19’ (rig.) | Marcatori | 79’ Jacob |

## Statistiche

### Statistiche di squadra
| Competizione | Punti | In casa | In casa | In casa | In casa | In casa | In casa | In trasferta | In trasferta | In trasferta | In trasferta | In trasferta | In trasferta | Totale | Totale | Totale | Totale | Totale | Totale | DR |
| Competizione | Punti | G       | V       | N       | P       | Gf      | Gs      | G            | V            | N            | P            | Gf           | Gs           | G      | V      | N      | P      | Gf     | Gs     | DR |
| ------------ | ----- | ------- | ------- | ------- | ------- | ------- | ------- | ------------ | ------------ | ------------ | ------------ | ------------ | ------------ | ------ | ------ | ------ | ------ | ------ | ------ | -- |
| 3. Liga      | 53    | 18      | 8       | 5       | 5       | 25      | 20      | 18           | 6            | 6            | 6            | 25           | 24           | 36     | 14     | 11     | 11     | 50     | 44     | +6 |
| Totale       | 53    | 18      | 8       | 5       | 5       | 25      | 20      | 18           | 6            | 6            | 6            | 25           | 24           | 36     | 14     | 11     | 11     | 50     | 44     | +6 |

### Andamento in campionato
| Giornata  | 1 | 2 | 3 | 4 | 5 | 6 | 7 | 8 | 9 | 10 | 11 | 12 | 13 | 14 | 15 | 16 | 17 | 18 | 19 | 20 | 21 | 22 | 23 | 24 | 25 | 26 | 27 | 28 | 29 | 30 | 31 | 32 | 33 | 34 | 35 | 36 | 37 | 38 |
| --------- | - | - | - | - | - | - | - | - | - | -- | -- | -- | -- | -- | -- | -- | -- | -- | -- | -- | -- | -- | -- | -- | -- | -- | -- | -- | -- | -- | -- | -- | -- | -- | -- | -- | -- | -- |
| Luogo     | T | C | C | T | C | T | C | T | C | T  | C  | T  | C  | T  | C  | T  | C  | T  | C  | C  | T  | T  | C  | T  | C  | T  | C  | T  | C  | T  | C  | T  | C  | T  | C  | T  | C  | T  |
| Risultato | V | P | V | N | V | N | P | N |   | N  | N  | V  | N  | P  | P  | V  | V  | V  | V  | N  | P  | V  | V  | P  | V  | P  | P  |    | V  | V  | V  | N  | N  | P  | P  | P  | N  | N  |
| Posizione | 5 | 8 | 5 | 5 | 5 | 5 | 7 | 7 | 8 | 9  | 10 | 8  | 8  | 11 | 13 | 10 | 7  | 6  | 4  | 5  | 8  | 5  | 3  | 6  | 4  | 5  | 5  | 9  | 5  | 5  | 4  | 4  | 6  | 6  | 7  | 7  | 7  | 7  |

Legenda:

Luogo: C = Casa; T = Trasferta. Risultato: V = Vittoria; N = Pareggio; P = Sconfitta.

### Statistiche dei giocatori
| D. Batz            | 37 | 0  | 3  | 0 |
| D. Becker          | 9  | 0  | 0  | 0 |
| L. Boeder          | 27 | 2  | 3  | 0 |
| R. Bulić           | 6  | 0  | 0  | 0 |
| S. Bösel           | 1  | 0  | 0  | 0 |
| M. Deville         | 15 | 2  | 2  | 0 |
| L. Dupré           | 0  | 0  | 0  | 0 |
| D. Erdmann         | 9  | 0  | 3  | 0 |
| D. Ernst           | 32 | 1  | 12 | 0 |
| N. Galle           | 14 | 0  | 3  | 0 |
| D. Gnaase          | 28 | 0  | 5  | 0 |
| M. Gouras          | 31 | 6  | 4  | 0 |
| A. Grimaldi        | 24 | 11 | 4  | 0 |
| A. Groiß           | 23 | 0  | 0  | 0 |
| J. Günther-Schmidt | 35 | 10 | 7  | 0 |
| J. Hawkins         | 9  | 1  | 0  | 0 |
| J. Hupe            | 1  | 0  | 0  | 0 |
| S. Jacob           | 32 | 9  | 2  | 0 |
| M. Johnen          | 0  | 0  | 0  | 0 |
| T. Jänicke         | 38 | 5  | 4  | 0 |
| L. Kerber          | 27 | 1  | 9  | 0 |
| T. Korzuschek      | 0  | 0  | 0  | 0 |
| P. Krätschmer      | 31 | 1  | 8  | 0 |
| M. Köhl            | 7  | 0  | 0  | 0 |
| M. Müller          | 25 | 0  | 3  | 0 |
| F. Recktenwald     | 0  | 0  | 0  | 0 |
| R. Scheu           | 29 | 2  | 5  | 0 |
| J. Steinkötter     | 33 | 4  | 2  | 0 |
| B. Thoelke         | 6  | 0  | 0  | 0 |
| B. Uaferro         | 9  | 0  | 2  | 0 |
| M. Zeitz           | 33 | 3  | 8  | 0 |
| S. Zellner         | 14 | 0  | 1  | 0 |